# پیر شایریگوئس
پیر شریگس (به فرانسوی: Pierre Chayriguès) بازیکن فوتبال و دروازه‌بان اهل فرانسه است که از سال ۱۹۱۱ تا ۱۹۲۵ میلادی عضو تیم ملی فوتبال فرانسه بوده‌است. وی در ۲۱ بازی ملی حضور داشته است و در بازی‌های ملی‌اش گلی به ثمر نرساند.